# Наурыз (Туркестанская область)
Наурыз (каз. Наурыз, до 2001 г. — Первое Мая) — село в Мактааральском районе Туркестанской области Казахстана. Входит в состав Иржарского сельского округа. Код КАТО — 514463700.

## Население
В 1999 году население села составляло 810 человек (405 мужчин и 405 женщин). По данным переписи 2009 года, в селе проживало 1117 человек (587 мужчин и 530 женщин).